# Riyad Mahrez
Riyad Mahrez (arab. رياض محرز, Riyāḍ Maḥraz; ur. 21 lutego 1991 w Sarcelles) – algierski piłkarz, występujący na pozycji napastnika w saudyjskim klubie Al-Ahli Dżudda oraz w reprezentacji Algierii, której jest kapitanem.

## Kariera klubowa

### Początki kariery
Na początku swojej kariery Mahrez był często lekceważony przez wiele klubów z uwagi na swoją wątłą budowę ciała, w końcu jednak zwrócił na siebie uwagę umiejętnością panowania nad piłką. W 2004 roku dołączył do małego klubu AAS Sarcelles. Pięć lat później podpisał kontrakt z czwartoligowym wówczas Quimper Kerfeunteun Football Club, w którego barwach w trakcie kolejnego roku rozegrał 27 spotkań ligowych i zdobył jedną bramkę. W tym czasie pokój dzielił m.in. z Mathiasem Pogbą.

### Le Havre
Z czasem wzbudził zainteresowanie m.in. ze strony Paris Saint-Germain oraz Olympique Marsylii, jednakże odrzucił ich oferty, gdyż zaoferowano mu tylko grę w zespołach juniorskich. W końcu latem 2010 roku został zawodnikiem Le Havre AC. Początkowo występował głównie w drużynie rezerw, jednakże już w lutym 2011 roku podpisał z klubem profesjonalny kontrakt. W sumie, w trakcie nieco ponad dwóch sezonów rozegrał w rezerwach 60 spotkań i strzelił 24 gole.
Latem 2011 ówczesny szkoleniowiec pierwszej drużyny Cédric Daury postanowił włączyć Mahreza do swojej kadry. 29 lipca 2011 roku zadebiutował oficjalnie w Ligue 2, zastępując Yohanna Rivière w 80. minucie wygranego 2:1 meczu z Angers. W sumie do początku 2014 roku rozegrał w barwach Le Havre 60 meczów ligowych, w których strzelił 6 bramek. Niemniej, później krytykował poziom drugoligowych rozgrywek, zarzucając wszystkim zespołom nazbyt defensywną grę i dążenie do bezbramkowych remisów.

### Leicester City
Podczas jednego ze spotkań Le Havre, na trybunach znalazł się Steve Walsh, pracujący na co dzień jako skaut drugoligowego wówczas angielskiego klubu Leicester City. Jego zadaniem było obserwowanie Ryana Mendesa, ostatecznie jednak to Mahrez wpadł mu w oko. Sam Algierczyk nigdy o tym zespole nie słyszał i początkowo uznawał go za drużynę rugby. Ostatecznie jednak 11 stycznia 2014 roku podpisał z Leicester trzyipółletnią umowę. Nie do końca z takiego obrotu spraw zadowoleni byli jego krewni oraz znajomi, przekonani, że z uwagi na swoje warunki fizyczne, Mahrez lepiej sprawdziłby się w Hiszpanii niż w Anglii.
25 stycznia 2014 roku zadebiutował w nowych barwach, zastępując Lloyda Dyera w 79. minucie wygranego 2:0 spotkania ligowego z Middlesbrough. W swoim czwartym kolejnym meczu, w którym pojawiał się na boisku jako rezerwowy, gdy Leicester mierzyło się w derbach z Nottingham Forest, zdobył swoją pierwszą bramkę dla klubu. Krótko po tym występie, w lutym tego samego roku ówczesny menadżer Nigel Pearson oświadczył, że Mahrez jest już gotowy do gry w podstawowym składzie. Na zakończenie rozgrywek Leicester zajęło pierwsze miejsce w tabeli Championship, dzięki czemu po dziesięciu latach powróciło do Premier League. Sam Mahrez zakończył sezon z dorobkiem 19 meczów oraz 3 goli.

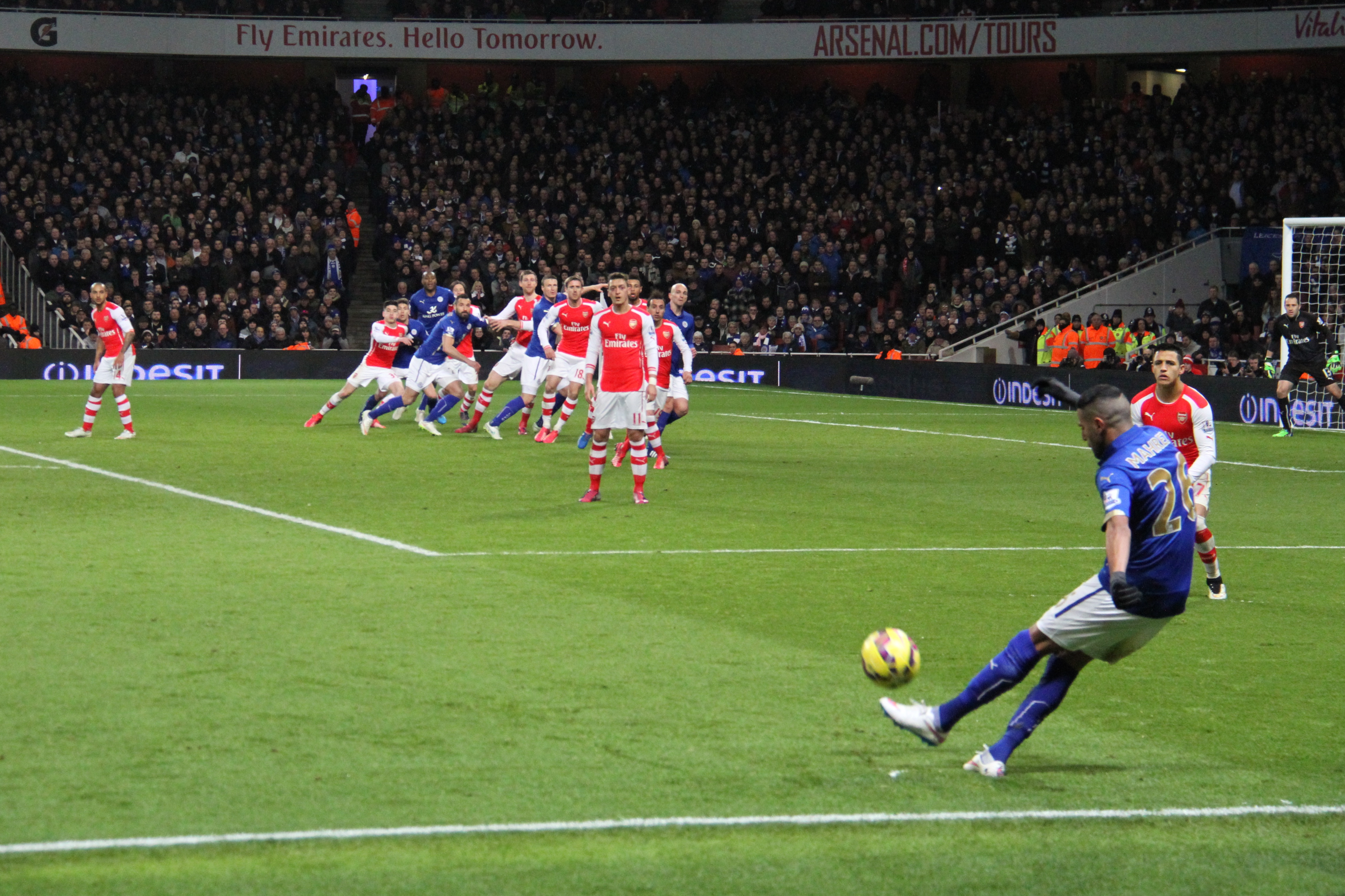
Mahrez wykonujący rzut wolny podczas spotkania z Arsenalem w lutym 2015 roku

16 sierpnia 2014 rozegrał pierwszy mecz w angielskiej ekstraklasie, pojawiając się w wyjściowej jedenastce i rozgrywając pełne 90 minut zremisowanego 2:2 spotkania z Evertonem. 4 października tego samego roku zdobył swojego pierwszego gola w Premier League, pokonując bramkarza Burnley zremisowanego 2:2 meczu. Mahrez był także częścią składu, który wygrał ostatnie siedem spotkań sezonu 2014/15, co z kolei pozwoliło Leicester uniknąć degradacji do Championship. W tym czasie Algierczyk zdobył także oba gole w wygranym 2:0 meczu z Southampton i zakończył rozgrywki z bilansem 30 rozegranych spotkań oraz 4 strzelonych bramek.
W sierpniu 2015 roku Mahrez podpisał z Leicester nową, czteroletnią umowę. 8 sierpnia tego roku zdobył dwa gole w otwierającym sezon meczu z Sunderlandem, wygranym 4:2. W sumie, w trzech pierwszy spotkaniach Mahrez zdobył cztery bramki i ówczesny kapitan Leicester Wes Morgan określił go jako tego, który swoją doskonałą formą wygrywa drużynie mecze. Dzięki swojej grze, Algierczyk otrzymał nominację do nagrody Premier League Player of the Month. Do 3 listopada 2015 roku w dziesięciu rozegranych przez siebie spotkaniach zdobył siedem goli. 5 grudnia Mahrez strzelił trzy bramki w wygranym 3:0 meczu ze Swansea City, czym pomógł Leicester awansować na pozycję lidera Premier League. Jednocześnie został pierwszym Algierczykiem w historii angielskiej ekstraklasy, który zdobył hat-tricka. Mahrez, wraz ze swoimi partnerami z linii pomocy, Markiem Albrightonem, N’Golo Kanté oraz Dannym Drinkwaterem, w znacznym stopniu przyczynili się do wysokiej formy klubu na początku sezonu. Ówczesny menadżer Leicester, Claudio Ranieri, przed otwarciem zimowego okienka transferowego przyznał także, że zarówno Mahrez, jak i Jamie Vardy są dla jego drużyny bezcenni.
W styczniu 2016 roku szacowana wartość Mahreza wzrosła z 4,5 miliona funtów do 30,1 miliona funtów, co pozwoliło mu znaleźć się wśród 50 najdroższych piłkarzy w Europie. W tym samym roku jego popularność w ojczyźnie sprawiła, że liczba fanów Leicester na Facebooku, którzy pochodzili z Algierii, była trzy razy większa niż tych pochodzących z Wielkiej Brytanii. Ponadto, salon fryzjerski w Sarcelles, do którego Mahrez uczęszczał w dzieciństwie, stała się celem wizyt fanów nawet z Belgii, którzy chcieli strzyc się w ten sam sposób, co piłkarz. Algierczyk był jednym z czterech zawodników Leicester, którzy w kwietniu 2016 roku zostali wybrani do drużyny sezonu według PFA, a także otrzymał tytuł Piłkarza roku w Anglii według kibiców PFA. Tym samym stał się pierwszym piłkarzem z Afryki, który został w ten sposób wyróżniony. Leicester zakończyło sezon na pierwszym miejscu w tabeli, dzięki czemu Mahrez stał się pierwszym Algierczykiem, który otrzymał medal za mistrzostwo Anglii.

### Manchester City
10 lipca 2018 podpisał pięcioletni kontrakt z Manchesterem City, który zapłacił za niego 60 milionów euro. 5 sierpnia zadebiutował w barwach Manchesteru w wygranym 2:0 meczu o Tarczę Wspólnoty przeciwko Chelsea. 22 września strzelił pierwsze bramki w nowym klubie, dwukrotnie trafiając w meczu z Cardiff City (5:0).

### Al-Ahli Dżudda
28 lipca 2023 Al-Ahli Dżudda poinformowało o przejściu Mahreza, który podpisał umowę do 2027. W saudyjskim klubie zadebiutował 11 sierpnia w meczu z Al-Hazem, w którym zanotował asystę przy bramce Roberto Firmino. Tydzień później, w starciu przeciwko Al-Khaleej, Mahrez strzelił swoją pierwszą dla Al-Ahli.

## Kariera reprezentacyjna

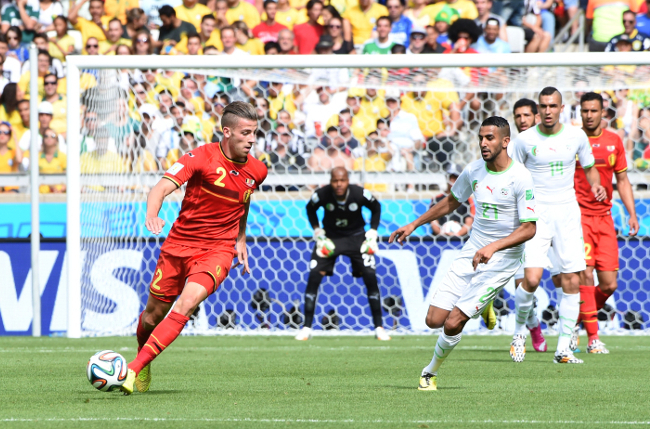
Mahrez (po prawej) podczas meczu Mistrzostw Świata 2014 między Algierią oraz Belgią

W listopadzie 2013 roku Mahrez zadeklarował chęć gry w reprezentacji Algierii. W połowie maja 2014 roku znalazł się we wstępnej kadrze Algierii na Mistrzostwa Świata 2014. 31 maja zadebiutował w narodowych barwach podczas towarzyskiego spotkania z Armenią i ostatecznie znalazł się ogłoszonej 2 czerwca 23-osobowej kadrze na Mundial. Algierskie media nie były zachwycone tym faktem i sugerowały nawet, że piłkarz zapłacił selekcjonerowi Vahidowi Halilhodžiciowi za powołanie. Na samym turnieju Mahrez wystąpił tylko w jednym meczu – przegranym 1:2 spotkaniu z reprezentacją Belgii.
15 października 2014 roku Mahrez zdobył swojego pierwszego gola dla Algierii, a także zanotował asystę przy bramce Islama Slimaniego podczas wygranego 3:0 meczu eliminacji Pucharu Narodów Afryki 2015 z reprezentacją Malawi. Podczas samego turnieju Mahrez zdobył bramkę w wygranym 2:0 spotkaniu otwarcia z Senegalem, a następnie wystąpił we wszystkich kolejnych meczach, pomagając tym samym dotrzeć Algierii do ćwierćfinału.

## Statystyki kariery klubowej
(aktualne na dzień 2 marca 2020)
| Klub               | Sezon              | Liga               | Liga  | Liga   | Puchar kraju | Puchar kraju | Puchar ligi | Puchar ligi | Europa | Europa | Pozostałe1 | Pozostałe1 | Suma  | Suma   |
| Klub               | Sezon              | Liga               | Mecze | Bramki | Mecze        | Bramki       | Mecze       | Bramki      | Mecze  | Bramki | Mecze      | Bramki     | Mecze | Bramki |
| ------------------ | ------------------ | ------------------ | ----- | ------ | ------------ | ------------ | ----------- | ----------- | ------ | ------ | ---------- | ---------- | ----- | ------ |
| Quimper            | 2009/10            | CFA                | 27    | 1      | 0            | 0            | –           | –           | –      | –      | –          | –          | 27    | 1      |
| Quimper            | Ogólnie            | Ogólnie            | 27    | 1      | 0            | 0            | 0           | 0           | 0      | 0      | 0          | 0          | 27    | 1      |
| Le Havre II        | 2010/11            | CFA                | 32    | 13     | 0            | 0            | 0           | 0           | –      | –      | –          | –          | 32    | 13     |
| Le Havre II        | 2011/12            | CFA                | 25    | 11     | 0            | 0            | 0           | 0           | –      | –      | –          | –          | 25    | 11     |
| Le Havre II        | 2012/13            | CFA                | 3     | 0      | 0            | 0            | 0           | 0           | –      | –      | –          | –          | 3     | 0      |
| Le Havre II        | Ogólnie            | Ogólnie            | 60    | 24     | 0            | 0            | 0           | 0           | 0      | 0      | 0          | 0          | 60    | 24     |
| Le Havre AC        | 2011/12            | Ligue 2            | 9     | 0      | 0            | 0            | 0           | 0           | –      | –      | –          | –          | 9     | 0      |
| Le Havre AC        | 2012/13            | Ligue 2            | 34    | 4      | 4            | 1            | 1           | 0           | –      | –      | –          | –          | 39    | 5      |
| Le Havre AC        | 2013/14            | Ligue 2            | 17    | 2      | 0            | 0            | 2           | 3           | –      | –      | –          | –          | 19    | 5      |
| Le Havre AC        | Ogólnie            | Ogólnie            | 60    | 6      | 4            | 1            | 3           | 3           | 0      | 0      | 0          | 0          | 67    | 10     |
| Leicester City     | 2013/14            | Championship       | 19    | 3      | 0            | 0            | 0           | 0           | –      | –      | –          | –          | 19    | 3      |
| Leicester City     | 2014/15            | Premier League     | 30    | 4      | 1            | 0            | 1           | 0           | –      | –      | –          | –          | 32    | 4      |
| Leicester City     | 2015/16            | Premier League     | 37    | 17     | 0            | 0            | 2           | 1           | –      | –      | –          | –          | 39    | 18     |
| Leicester City     | 2016/17            | Premier League     | 36    | 6      | 2            | 0            | 0           | 0           | 9      | 4      | 1          | 0          | 48    | 10     |
| Leicester City     | 2017/18            | Premier League     | 36    | 12     | 3            | 0            | 2           | 1           | –      | –      | –          | –          | 41    | 13     |
| Leicester City     | Ogólnie            | Ogólnie            | 158   | 42     | 6            | 0            | 5           | 2           | 9      | 4      | 1          | 0          | 179   | 48     |
| Manchester City    | 2018/19            | Premier League     | 27    | 7      | 5            | 2            | 5           | 2           | 6      | 1      | 1          | 0          | 44    | 12     |
| Manchester City    | 2019/20            | Premier League     | 22    | 7      | 2            | 0            | 5           | 1           | 5      | 1      | 0          | 0          | 34    | 9      |
| Manchester City    | Ogólnie            | Ogólnie            | 49    | 14     | 7            | 2            | 10          | 3           | 11     | 2      | 2          | 0          | 78    | 21     |
| Ogólnie w karierze | Ogólnie w karierze | Ogólnie w karierze | 354   | 87     | 16           | 3            | 18          | 8           | 20     | 6      | 2          | 0          | 409   | 104    |

1(Tarcza Wspólnoty)

## Statystyki kariery reprezentacyjnej
(aktualne na dzień 2 marca 2020)
| Reprezentacja | Rok     | Występy | Gole |
| ------------- | ------- | ------- | ---- |
| Algieria      | 2014    | 9       | 2    |
| Algieria      | 2015    | 13      | 2    |
| Algieria      | 2016    | 5       | 2    |
| Algieria      | 2017    | 8       | 2    |
| Algieria      | 2018    | 8       | 2    |
| Algieria      | 2019    | 12      | 5    |
| Algieria      | Ogólnie | 56      | 15   |

## Sukcesy

### Leicester City
- Mistrzostwo Anglii: 2015/2016
- Championship: 2013/2014

### Manchester City
- Mistrzostwo Anglii: 2018/2019, 2020/2021, 2021/2022, 2022/2023
- Puchar Anglii: 2018/2019, 2022/2023
- Puchar Ligi Angielskiej: 2018/19, 2019/2020
- Tarcza Wspólnoty: 2018
- Liga Mistrzów UEFA: 2022/2023

### Reprezentacyjne
- Puchar Narodów Afryki: 2019

### Indywidualne
- Algierski Piłkarz Roku: 2015, 2016
- Drużyna sezonu Premier League wg PFA: 2015/2016
- Piłkarz roku w Anglii wg PFA: 2015/2016
- Piłkarz roku w Anglii według kibiców PFA: 2015/2016
- Piłkarz Roku w Afryce: 2016
- Drużyna roku CAF: 2016, 2018, 2019
- Drużyna turnieju Pucharu Narodów Afryki: 2019

## Życie prywatne
Mahrez urodził się we Sarcelles pod Paryżem. Jego ojciec był Algierczykiem, natomiast matka miała pochodzenie algiersko-marokańskie. Z tego też powodu, w czasach swojej młodości Mahrez często spędzał wakacje w Algierii. Jego ojciec, Ahmed, urodził się w Bani Sanus w prowincji Tilimsan i w czasach swojego pobytu w ojczyźnie był piłkarzem. Gdy Riyad miał piętnaście lat, Ahmed zmarł na atak serca.
Mahrez jest praktykującym muzułmaninem. W 2015 roku poślubił swoją angielską narzeczoną i w tym samym roku narodziła się ich córka.